# تالاگی
تالاگی (به لاتین: Talagi) یک منطقهٔ مسکونی در روسیه است که در استان آرخانگلسک واقع شده‌است.